# Granzay-Gript
Granzay-Gript – miejscowość i gmina we Francji, w regionie Nowa Akwitania, w departamencie Deux-Sèvres.
Według danych na rok 1990 gminę zamieszkiwało 825 osób, a gęstość zaludnienia wynosiła 38 osób/km² (wśród 1467 gmin regionu Poitou-Charentes Granzay-Gript plasuje się na 374. miejscu pod względem liczby ludności, natomiast pod względem powierzchni na miejscu 343.).